# Ivan Fëdorovič Paskevič
Ivan Fëdorovič Paskevič (russo: Иван Фёдорович Паскевич) (Poltava, 19 maggio 1782 – Varsavia, 1º febbraio 1856) è stato un generale russo.
Militare di valore dell'esercito imperiale russo, in quasi sessant'anni di servizio ebbe modo di distinguersi nella maggior parte dei conflitti che coinvolsero la Russia nella prima metà del XIX secolo. Raggiunse il grado di maresciallo di campo nell'esercito russo, ed in seguito in quelli prussiano e austriaco.
Grazie alle sue numerose vittorie fu nominato conte di Erevan nel 1828, e Namestnik del Regno di Polonia (viceré) dal 1831 al 1856, nonché  Presidente del Consiglio del Regno di Polonia, Presidente del Dipartimento per gli Affari del Regno del Consiglio di Stato Polacco, Presidente dell'Assemblea Generale dei Dipartimenti di Varsavia del Senato Direttivo, comandante in capo dell'esercito in campo, ispettore generale di tutta la fanteria, membro del consiglio dei ministri di stato.
Secondo il suo biografo, dopo lo zar Nicola I di Russia, Paskevič era la personalità più influente e potente della corte russa della sua epoca.

## Biografia

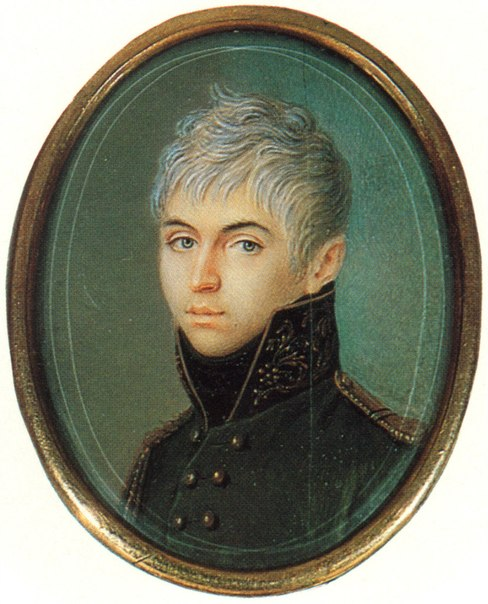
Il giovane Paskevič in un ritratto del 1808

Nato a Poltava nel 1782, in una famiglia molto conosciuta della nobiltà cosacca di origini ucraine, Ivan Fëdorovič Paskevič venne educato presso l'istituto imperiale per paggi, ed il 12 agosto 1800 ricevette un incarico venendo nominato aiutante di campo dello zar. Il primo servizio attivo avvenne nel 1805, nell'esercito ausiliario inviato in aiuto degli austriaci contro i francesi, quando il 2 dicembre partecipò alla battaglia di Austerlitz, in cui austriaci e russi furono sconfitti dai francesi guidati da Napoleone Bonaparte.
Tra il 1807 ed il 1812 Ivan Paskevič fu impegnato nella campagna contro la Turchia, dove si distinse in modo particolare, divenendo ufficiale generale al suo tredicesimo anno di servizio. Nel corso della guerra conto la Francia del 1812–1814 partecipò, al comando della 26ª divisione di fanteria, a tutti i principali scontri, guadagnandosi la promozione al grado di tenente generale.
Allo scoppio della guerra con la Persia nel 1826 fu nominato secondo in comando e, succedendo l'anno seguente al comandante, conquistò rapidi e brillanti successi che obbligarono lo Scià a chiedere la pace nel febbraio del 1828. Come ringraziamento per i suoi servizi, fu creato il titolo di conte di Erevan, e ricevette un milione di rubli ed una spada con un diamante incastonato. Dopo le battaglie in Persia, fu inviato di nuovo in Turchia, e, avendo conquistato in rapida successione le principali fortezze, alla fine della campagna fu nominato maresciallo di campo, all'età di 47 anni. Nel 1830 fu impegnato nella guerra caucasica, in quello che oggi è il Daghestan.

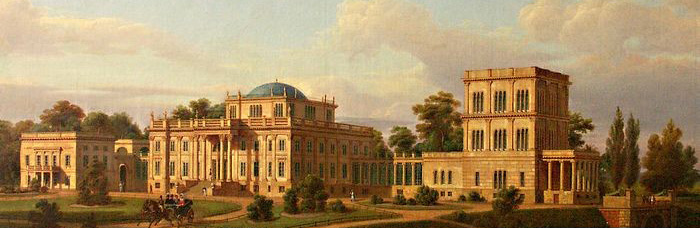
Palazzo Paskevič a Homel', Bielorussia (dipinto di Marcin Zaleski)

Nel giugno del 1831, dopo la morte del maresciallo di campo von Diebitsch, comandante delle truppe russe del Regno del Congresso, Paskevič fu nominato suo successore con l'obiettivo di reprimere la rivolta polacca. I suoi eserciti, dopo il decisivo successo di Diebitsch alla battaglia di Ostrołęka a maggio, avanzarono lentamente, ma Paskevič salvò la sua reputazione nella battaglia di Varsavia, sferrando il colpo mortale alle speranze polacche di riguadagnare l'indipendenza. Fu nominato principe di Varsavia, guadagnandosi il titolo di namestnik del Regno di Polonia. Con l'autonomia del regno limitata dallo Statuto, il periodo governato dal namestnik Paskevič, noto in Polonia come "Notte di Paskevič", fu criticato per le repressioni politiche ed economiche, così come per la russificazione.

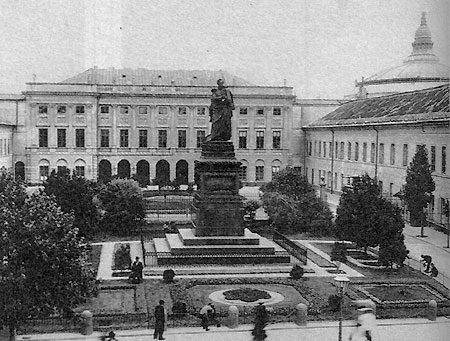
Palazzo vicereale, con la statua di Ivan Paskevich, prima del 1900

Allo scoppio della rivoluzione ungherese del 1848 fu nominato al comando delle truppe russe inviate in aiuto dell'Austria, riuscendo ad obbligare gli ungheresi alla resa di Világos.
Nel 1854 Paskevič assunse il comando dell'esercito del Danubio, allora impegnato contro i turchi nella fase iniziale del conflitto che poi si trasformò nella guerra di Crimea. Nonostante fu bloccato nell'assedio di Silistra, Paskevič sostenne l'interruzione della campagna a causa della minaccia austriaca di intervenire nella guerra. Il 9 giugno fu ferito in combattimento, e fu obbligato a tornare in Russia, lasciando il comando dell'esercito al generale Gorčakov. Paskevič morì a Varsavia, dove nel 1870 fu eretto un memoriale in suo onore di fronte a palazzo Koniecpolski. I suoi resti furono riesumati e risepolti dal figlio nel mausoleo di famiglia sul terreno di palazzo Homel'.

## Onorificenze

### Posizioni militari onorarie
| Forza militare               | Unità | Posizione       | Anno |
| ---------------------------- | ----- | --------------- | ---- |
| Esercito prussiano           |       | Feldmaresciallo |      |
| Esercito imperiale austriaco |       | Feldmaresciallo |      |